# カモメファン
カモメファンは、日本の音響効果制作プロダクション。主に映画、テレビドラマなどのサウンドエフェクトを手掛ける。

## 概要
1988年、東洋音響効果グループを母体として伊藤進一、斉藤昌利、渡部健一の3人を中心とする東洋音響カモメ（とうようおんきょうカモメ）として設立。2001年、現在の社名に変更した。旧東洋音響グループが請け負っていた日活撮影所における音響業務を継承し、同撮影所でダビングされた映画・テレビ作品のほとんどを手掛けている。
同年に設立された東洋音響は、祖を同じくする別会社である。

## 所在地
- 東京都調布市八雲台1-26-5（2016年8月までは東京都多摩市永山3-3-22-402 ）

## 主な所属スタッフ
- 伊藤進一
- 小島彩 - 旧東洋音響の主宰者・小島良雄の実娘[1][2]
- 佐々木敦夫

### 元所属スタッフ
- 斉藤昌利（→ドリームオン）
- 渡部健一（→東洋音響）
- 大塚智子（→ドリームオン→フリー→フォノンスコア）
- 堀内みゆき（→ドリームオン→FOOTPRINTS Studio）
- 北田雅也→フリー
- 中村佳央（→アルカブース）
- 西村洋一（→東洋音響）
- 早川隆彦
- 林彦祐

## 主な担当作品

### 映画
- ビー・バップ・ハイスクール 高校与太郎完結篇※斉藤昌利担当
- 新宿純愛物語※伊藤進一担当
- ゴジラシリーズ
  - ゴジラvsビオランテ※伊藤進一・中村佳央担当
  - ゴジラvsキングギドラ※伊藤進一・中村佳央・西村洋一担当
  - ゴジラ・モスラ・キングギドラ 大怪獣総攻撃 ※斉藤昌利担当・東洋音響、アルカブースと共同
  - ゴジラ×メカゴジラ※伊藤進一担当・東洋音響、アルカブースと共同
  - ゴジラ×モスラ×メカゴジラ 東京SOS※伊藤進一担当・東洋音響、アルカブースと共同
  - ゴジラ ファイナルウォーズ※伊藤進一担当・東洋音響、アルカブースと共同
- 夜逃げ屋本舗シリーズ ※伊藤進一・渡部健一担当

### アニメーション映画
- ストリートファイターII MOVIE

### テレビドラマ
- もっとあぶない刑事（NTV）※渡部健一担当
- ゴリラ・警視庁捜査第8班（ANB）※渡部健一担当
- 勝手にしやがれヘイ!ブラザー（NTV）※渡部健一担当
- 刑事貴族（NTV）※#3,4,5のみ伊藤進一担当、クレジット上は東宝サウンドスタジオ・船橋利一のまま
  - 刑事貴族2（NTV）※伊藤進一担当、#20より東宝サウンドスタジオの船橋利一から交代
  - 刑事貴族3（NTV）※伊藤進一担当
- 代表取締役刑事（ANB）※渡部健一担当
- 愛しの刑事（ANB）※渡部健一担当
- 静かなるドン（NTV）※中村佳央・伊藤進一担当
- ボディーガード（ANB）※斉藤昌利担当
- 夜逃げ屋本舗（NTV）※中村佳央担当
- 盤嶽の一生（CX）※斉藤昌利担当
- 一番大切な人は誰ですか?（NTV）※伊藤進一・小島彩・渡部健一担当
- 相棒（ANB）※伊藤進一担当・Season8以降

### ビデオ映画
- 狙撃（東映）
- ベレッタM92F 凶弾（東映）
- 裏切りの明日（東映）
- 狙撃2（東映）
- 悪人専用（東映）
- 夜のストレンジャー 恐怖（東映）
- 極道ステーキシリーズ（東映）
- ダブル・アクション.45（東映）
- サイレントメビウス外伝 幕末闇婦始末記（角川書店）
- 難波金融伝 ミナミの帝王シリーズ（ケイエスエス）
- 野獣死すべしシリーズ（大映）

### テレビアニメ
- ヤダモン（NHK）※中村佳央担当